# Andropogon multiflorus
Andropogon multiflorus är en gräsart som beskrevs av Stephen Andrew Renvoize. Andropogon multiflorus ingår i släktet Andropogon och familjen gräs.
Artens utbredningsområde är Bolivia. Inga underarter finns listade i Catalogue of Life.